# اهل خبره
اهل خبره یک اصطلاح رجالی یا اصولی است که از شاخصه‌های اثبات حجیت و اعتبار آرای رجالی محسوب می‌شود.
اصولیین (متخصصین علم اصول) در مورد معنای آن و اعتبار شرعی آن و شرایطی که باعث حجیت قول اهل خبره می‌شود و همچنین کاربرد آن بحث می‌کنند.

## حجیت و شرایط
برای اینکه حجیت قول اهل خبره را ثابت کنند غالباً بحث سیره عقلایی مطرح می‌شود که در سیره عقلا مردم برای رفع نیازهای زندگی فردی و اجتماعی به اهل خبره آن در آن دانش مراجعه می‌کنند.
در مورد حجیت آن نیز شیخ انصاری می‌گوید «قدر متیقن از اتقاق بر رجوع به قول اهل خبره جایی است که شرایط شهادت یعنی تعدد و عدالت و مانند آن وجود داشته باشد»